# Струс мозку
Стру́с мо́зку (лат. Commotio cerebri) — травма головного мозку, що настає через різку механічну дію та проявляється у тимчасовому порушенні його функцій. Найпоширеніші симптоми — короткочасна непритомність, порушення сприйняття інформації, нудота. Струс мозку належить до зворотних черепно-мозкових травм і його наслідки цілком зникають переважно впродовж місяця.

## Причини
Струс мозку розвивається при одномоментній короткочасній дії механічної енергії на головний мозок. Це стається при сильному ударі чи надто різкому русі головою, внаслідок чого м'які тканини за інерцією вдаряються об внутрішні стінки черепної коробки. Безпосередня дія кінетичної енергії на тканини мозку поєднується з гідродинамічною дією спинномозкової рідини в порожнині черепа і шлуночках мозку, а також крові в його судинній системі.

## Клінічні прояви
Проявляється втратою свідомості, яка може бути миттєвою після удару і тривати кілька секунд або хвилин; втратою пам'яті, головним болем, нудотою, блюванням, запамороченням, нечіткістю зору, сповільненою реакцією, короткими менінгеальними симптомами, порушеннями роботи автономної нервової системи.
Ознаки струсу зазвичай можна розпізнати незабаром після травми (впродовж перших 15 хвилин), але деякі можуть з'явитися за кілька годин або навіть днів. Окремі симптоми, такі як головний біль, нудота, тощо можуть зберігатися до кількох тижнів. Протягом 2-4 тижнів на перший план виступають прояви астено-вегетативного синдрому, які поступово слабнуть: нестійкі емоційні реакції, розлади сну, надмірне потіння кистей і стоп.
Щорічно струсу мозку зазнають від 0,1 до 0,55 % людей. У 80 % випадків струс мозку оцінюється як легка травма. У групі підвищеного ризику перебувають діти до 4 років, особи від 15 до 24 років та люди після 75 років.

## Діагностика
Діагноз ставлять на основі клінічних ознак. Ушкодження кісток черепа при струсі мозку немає, набряк мозку не розвивається.
Проводяться нейрокогнітивні тести на пам'ять, зосередження уваги, здатність до вирішення проблем. Сканування мозку (наприклад, комп'ютерна томографія) застосовуватися для пацієнтів з ризиком крововиливу в мозку.
За сильнішої механічної дії, якщо відбулися морфологічні зміни тканин мозку, травма класифікується як забій головного мозку. Забій мозку часто поєднується з пошкодженням кісток черепа і субарахноїдальним крововиливом, і може призводити до інвалідності.

## Лікування
Медикаментозне лікування струсу головного мозку спрямоване здебільшого на нормалізацію функцій головного мозку, зняття головного болю, запаморочення, занепокоєння, безсоння та інших симптомів. Потерпілим може знадобитися госпіталізація терміном до 5-и днів. Зазвичай застосовуються анальгетики, седативні і снодійні засоби.